# هوخ ده خروت
هوخ ده خروت (هلندی: Huug de Groot; ۷ مهٔ ۱۸۹۰ – ۱۸ آوریل ۱۹۵۷) بازیکن فوتبال اهل هلند بود.
از باشگاه‌هایی که در آن بازی کرده‌است می‌توان به باشگاه فوتبال اسپارتا روتردام اشاره کرد.
وی همچنین در تیم ملی فوتبال هلند بازی کرده‌است.
وی در مسابقات کشوری و بین‌المللی در مجموع برندهٔ ۱ مدال برنز شده‌است.